# Los Palacios, Chiapas
Los Palacios är en ort i Mexiko.   Den ligger i kommunen Tapachula och delstaten Chiapas, i den sydöstra delen av landet, 900 km sydost om huvudstaden Mexico City. Los Palacios ligger 89 meter över havet och antalet invånare är 1 217.
Terrängen runt Los Palacios är lite kuperad. Runt Los Palacios är det ganska tätbefolkat, med 239 invånare per kvadratkilometer. Närmaste större samhälle är Tapachula, 5,2 km norr om Los Palacios. Trakten runt Los Palacios består till största delen av jordbruksmark.